# Michael DiLeonardo
Michael DiLeonardo, detto Mikey Scars (New York, 18 giugno 1955), è un mafioso statunitense che raggiunse il grado di caporegime nella famiglia Gambino.
Nei primi anni 2000, DiLeonardo decise di collaborare con l'FBI, diventando un testimone del governo. Grazie alla sua testimonianza, oltre 80 affiliati alla mafia furono condannati. Con 15 deposizioni in aula, DiLeonardo detiene il record per il maggior numero di testimonianze rese da un membro ufficiale della Mafia.

## Biografia
Nato a New York, Michael DiLeonardo è cresciuto nel quartiere di Bensonhurst, a Brooklyn. Vi abitò fino al 1998, quando si trasferì a Eltingville, a Staten Island. All'età di 10 anni, fu sfregiato al volto dall'attacco di un cane, un episodio che gli valse il soprannome "Mikey Scars". I suoi genitori erano immigrati di seconda generazione: i nonni paterni erano originari di Bisacquino, in Sicilia. La madre lavorava come sarta, mentre il padre era un giocatore di bowling professionista. DiLeonardo aveva due fratelli: Robert, affiliato alla famiglia mafiosa Colombo, assassinato il 16 luglio 1981 su ordine di Cosa Nostra (circostanza che impedì a Michael qualsiasi vendetta), e James (Giovanni) DiLeonardo. Il nonno paterno, Vincenzo DiLeonardo, era un caporegime nella fazione di Brooklyn guidata da Salvatore D'Aquila. Da bambino, Michael ebbe modo di incontrare più volte Carlo Gambino, capo dell'omonima famiglia, durante le visite alla casa del nonno. Durante l’adolescenza, iniziò a frequentare bande di strada violente.
Nel 1973 si diplomò alla New Utrecht High School di Brooklyn e successivamente frequentò il college per un anno e mezzo, senza però conseguire la laurea. Nel 1985, a 29 anni, sposò Antoinette "Toni" Marie Fappiano, cugina di Frank DeCicco, sottocapo della famiglia Gambino. Dal matrimonio nacque un figlio, Michael DiLeonardo Jr. Dopo dodici anni, DiLeonardo intraprese una relazione con Madeline Fischetti, che mantenne in un appartamento preso in affitto a Bay Ridge, Brooklyn, pur continuando a vivere con la moglie e il figlio a Staten Island. In seguito divorziò da Antoinette e sposò Madeline, con cui ebbe un secondo figlio, Anthony.
Grazie alle sue attività, DiLeonardo divenne un uomo molto facoltoso e si stabilì in una villa a Staten Island con vista sulla Raritan Bay.

## Carriera criminale

### Gli inizi
A 21 anni, Michael DiLeonardo aveva già iniziato a lavorare stabilmente per la famiglia Gambino. Fin dagli anni ’60, era stato coinvolto in piccoli incarichi per conto di affiliati del clan, che gli davano qualche soldo in cambio di favori: atti di vandalismo, aggressioni e altri "lavoretti" su richiesta. Frequentava regolarmente il Veterans and Friends Social Club a Brooklyn, gestito dal boss Paul Castellano. Tuttavia, DiLeonardo considerava come suoi veri mentori all'interno della famiglia i soldati Paul Zaccaria e Jerry D'Aquila.
Nel 1980, aprì un suo circolo privato a un isolato di distanza dal Veterans' Club. All’inizio del 1981, trasferì il locale in un’altra zona di Brooklyn. Il club ebbe successo e tra i suoi frequentatori si annoveravano soldati di spicco come Salvatore "Sammy the Bull" Gravano e Frank DeCicco. Oltre a essere un punto di ritrovo, il circolo serviva anche da base operativa per le sue attività illecite di scommesse clandestine, usura e gioco d’azzardo. Forte di questi guadagni, DiLeonardo ampliò i suoi interessi d’affari e divenne socio in un mercato ortofrutticolo insieme a Peter Castellano, cugino del boss Paul Castellano.
A metà degli anni ’80, DiLeonardo strinse un forte legame d’amicizia con John A. Gotti, detto "Junior", figlio del futuro capo della famiglia, John J. Gotti. Il rapporto divenne così stretto che Junior nominò DiLeonardo padrino del suo secondogenito.
Il 16 luglio 1981, il fratello di Michael, Robert, fu ucciso in un agguato legato a faide mafiose. DiLeonardo voleva vendicarsi eliminando l’assassino, ma Castellano gli ordinò di non intervenire, in quanto la vicenda rientrava nelle lotte interne alla famiglia Colombo.
Durante gli anni ’80, DiLeonardo mantenne anche occupazioni apparentemente legali, lavorando come caposquadra presso il sindacato Teamsters Sezione Locale 282. Poco dopo, avviò una propria impresa edile, la Metropolitan Stone, in società con Edward Garafola, cognato di Gravano.

### L'era Gotti
Il 16 dicembre 1985, Paul Castellano venne assassinato su ordine di John Gotti, che assunse il comando della famiglia Gambino. Con Frank DeCicco promosso a sottocapo, Michael DiLeonardo finì sotto la guida del caporegime Lilo Garafola. Poco dopo, DiLeonardo iniziò a recarsi al Ravenite Social Club di Gotti, situato a Little Italy, Manhattan, tre o quattro volte alla settimana. Dopo l'ascesa al potere di John A. Gotti (detto "Junior"), DiLeonardo passò sotto la protezione del caporegime Jackie D'Amico, in seguito alla morte di Garafola. Nell'aprile 1986, DiLeonardo si trovava al Veterans and Friends Club, all’epoca gestito da Frank DeCicco, proprio il giorno in cui DeCicco rimase ucciso in un attentato con un'autobomba. Gravano, Garafola e Joe DeCicco corsero a estrarre Frank dall’auto e a soccorrere Frank Bellino, l’unico sopravvissuto all’esplosione.
Il 24 dicembre 1988, DiLeonardo e John Gotti Jr. furono formalmente "fatti" (made) nella famiglia Gambino, durante una cerimonia a Manhattan officiata da Salvatore Gravano, ormai divenuto consigliere del clan. Nel 1989, DiLeonardo fu coinvolto nell'organizzazione dell'omicidio di Fred Weiss, editore e imprenditore del settore rifiuti. Il boss John Gotti ne aveva ordinato l’eliminazione, sospettando che Weiss stesse collaborando con le autorità contro i soldati Angelo Paccione e James "Jimmy Brown" Failla. Weiss venne ucciso a colpi d'arma da fuoco da sicari della famiglia DeCavalcante del New Jersey, davanti al suo appartamento a Staten Island.
A metà degli anni ’90, DiLeonardo dirigeva attività di usura e altri affari illegali dal Royal Crown Bakery a Grasmere, Staten Island. Inoltre, possedeva diversi studi di tatuaggi sparsi tra Brooklyn, Queens e Staten Island. In quel periodo, DiLeonardo rivendicava come affiliato alla famiglia Gambino anche Chris Paciello, un mafioso di Staten Island che si era trasferito a Miami per aprire locali notturni. Tuttavia, William Cutolo, caporegime della famiglia Colombo, sosteneva che Paciello fosse sotto la sua protezione. Nel 1996, DiLeonardo incontrò il boss reggente dei Colombo, Alphonse "Allie Boy" Persico, per risolvere la disputa. Alla fine, fu deciso di lasciare la scelta a Paciello, che optò per affiliarsi ai Colombo.

### Ascesa e caduta
Alla fine del 1992, il boss John Gotti venne condannato per omicidio e associazione a delinquere grazie alla testimonianza di Salvatore Gravano. Nel rimescolamento di poteri che seguì, Michael DiLeonardo fu promosso al rango di caporegime. Alla sua nuova squadra venne affidato il controllo delle estorsioni nel settore edile e dei trasporti della famiglia, oltre alla gestione della storica "18th Avenue crew". Tra le sue fonti di reddito figuravano anche i pagamenti mensili provenienti dalla Scara-Mix Concrete Company di Staten Island, di proprietà di Philip Castellano, figlio del defunto boss Paul Castellano.
DiLeonardo ampliò ulteriormente le attività della sua squadra, entrando anche nel mondo finanziario di Wall Street, dove mise in piedi truffe di tipo pump and dump (manipolazione dei titoli) per incrementare i profitti della famiglia Gambino. Diventò un collaboratore fidato di John Gotti Jr., al quale fornì supporto quando questi assunse il ruolo di boss ad interim. In un’occasione, un membro della squadra di DiLeonardo, Tommy Cherubino, nascose delle mitragliette per conto di Gotti Jr.
Nel 1997, DiLeonardo e il suo socio Garafola furono costretti a vendere la loro impresa edile, la Metropolitan Stone, dopo che il Comune di New York aveva revocato la licenza dell’azienda a causa dei suoi legami con la criminalità organizzata. In quel periodo, DiLeonardo prese anche il comando della squadra del caporegime Daniel Marino, mentre quest’ultimo scontava una condanna in carcere.

## Collaboratore di giustizia
Nel settembre 2000, Michael DiLeonardo fu incriminato ad Atlanta, Georgia, con accuse di associazione a delinquere, estorsione e riciclaggio di denaro. In particolare, gli veniva contestato di aver estorto pagamenti in contanti dallo Scores, un noto strip club di lusso a Manhattan, e dal Gold Club di Atlanta. Dopo un processo durato quattro mesi, il 30 agosto 2001, DiLeonardo fu assolto da tutte le accuse.
Alla fine del 2001, Peter Gotti fu nominato nuovo boss della famiglia Gambino. Tuttavia, nel giugno 2002, DiLeonardo si ritrovò di nuovo sotto processo, questa volta con accuse pesanti di racket nel settore sindacale, estorsione, usura, inquinamento delle prove e persino l'omicidio di Fred Weiss. In attesa di giudizio, l’amministrazione dei Gambino decise di tagliare ogni forma di sostegno economico nei suoi confronti. Quando DiLeonardo chiese spiegazioni, gli fu risposto che stava "derubando" la famiglia. Lui negò con forza, sostenendo che l’accusa era falsa. Mandò un messaggio provocatorio:
Non mi risulta di essere morto o condannato all’ergastolo. Potrei anche tornare a casa un giorno.
La famiglia Gambino allora lo "mise da parte", escludendolo di fatto. Per DiLeonardo, quello fu il punto di rottura: nel suo racconto, descrisse questo gesto come un tradimento che lo distrusse interiormente. Alla fine, decise di collaborare con le autorità federali. Successivamente rivelò che nel 2002, il solo pensiero di dover testimoniare contro amici stretti come Gotti Jr. lo portò a tentare il suicidio. Altre fonti aggiungono che fu anche il disprezzo del figlio, indignato per la sua scelta di diventare informatore, a spingerlo al gesto estremo.
Come collaboratore, DiLeonardo fornì testimonianze decisive contro figure di spicco come Peter Gotti, Louis "Big Lou" Vallario, Frank Fappiano, Richard V. Gotti, Richard G. Gotti e Michael Yanotti. Testimoniò anche nei quattro processi finiti in nulla contro Gotti Jr., accusato di aver ordinato nel 1992 il rapimento e l’aggressione del conduttore radiofonico Curtis Sliwa. Nell’ottobre 2006, DiLeonardo depose inoltre contro Alphonse "Allie Boy" Persico, allora boss reggente della famiglia Colombo, e contro il sottocapo John "Jackie" DeRoss, accusati dell’omicidio nel 1999 dell'ex sottocapo William Cutolo. Quel processo inizialmente terminò con un annullamento, ma al secondo tentativo entrambi furono condannati. DiLeonardo arrivò a testimoniare ben 15 volte in tribunale, stabilendo un record per un membro ufficiale (made man) della mafia.
Il 9 settembre 2011, un giudice lo condannò a una pena già scontata - 36 mesi di carcere - e ne ordinò il rilascio. Oggi vive sotto protezione, insieme alla sua seconda famiglia, nel programma federale di protezione testimoni.

## Nella cultura popolare
Attualmente, Michael DiLeonardo gestisce un canale YouTube chiamato "No Excuses".